# 637 г. пр.н.е.

## Събития

### В Азия

#### В Асирия
- Цар на Асирия е Ашурбанипал (669/8 – 627 г. пр.н.е.).[1]
- Цар Кандалану (648/7 – 627 г. пр.н.е.) управлява Вавилон като подчинен на асирийския цар.[2]

#### В Мала Азия
- Около тази година или през 626 г. пр.н.е. кимерийците са разбити от лидийците, при което загива и техния вожд Дугдам. Поради това те са изтласкани към Асирия, където по-късно са победени от асирийците с помощта на скитите.[3]

### В Африка

#### В Египет
- Псаметих (664 – 610 г. пр.н.е.) е фараон на Египет.[4][5]